# De nor in Robertsonville
De nor in Robertsonville is het 6de album uit de stripreeks De Blauwbloezen. Het werd getekend door Willy Lambil en het scenario werd geschreven door Raoul Cauvin. Het album werd uitgegeven in 1975 door Dupuis.

## Verhaal
Na een mislukte veldslag worden Blutch en sergeant Chesterfield gevangengenomen door zuidelijke soldaten. Ze worden afgevoerd naar een gevangenenkamp nabij Robersonville. Een van de zuidelijke soldaten genaamd Kakkerlak heeft van begin af aan het aan de stok met Chesterfield. Eenmaal in het kamp doen de twee er alles aan om te ontsnappen en Kakkerlak te dwarsbomen.

## Personages in het album
- Blutch
- Cornelius Chesterfield
- Kakkerlak